# Pierre Brousset
Pierre Brousset, né le 15 janvier 1989 à Rieumes, est un arbitre français de rugby à XV.

## Carrière
Né le 15 janvier 1989 à Rieumes,, Pierre Brousset est joueur au sein du club de sa ville natale dans sa jeunesse, avant de se reconvertir en tant qu'arbitre semi-professionnel en 2014.
Il arbitre en Top 14 depuis la saison 2016-2017. Il est également arbitre régulier de la Champions Cup et de la Challenge Cup. Il fait ses débuts en tant qu'arbitre lors de la saison 2021-2022 du United Rugby Championship, arbitrant le match entre Trévise et Connacht, devenant ainsi le 8e Français à arbitrer dans cette compétition. Il est notamment désigné pour arbitrer la finale opposant le Stade toulousain et l'Union Bordeaux Bègles le 28 juin 2025. 